# Kalililo Kakonje
Kalililo Kakonje (Lusaka, 1 de junho de 1985) é um futebolista da Zâmbia.

## Carreira
Começou sua carreira em 2003, no Lusaka Dynamos. Viveu sua melhor fase no futebol da África do Sul, onde defendeu Golden Arrows, Nathi Lions e AmaZulu.
Passaria ainda por Nkana e Mazembe, sem muito destaque, antes de retornar novamente para seu país natal, onde representa o Mining Rangers.

## Títulos

### Power Dynamos
- Zambian Charity Shield: 2004

### Seleção Zambiana
- Campeonato Africano das Nações: 2012